# ウルフ・WR5
ウルフ・WR5 (Wolf WR5) は、ウォルター・ウルフ・レーシングが1978年のF1世界選手権参戦用に開発したフォーミュラ1カー。

## 概要
1977年に登場したグラウンド・エフェクト・カーである「ロータス・78」のカラクリにいち早く気づきベンチュリー構造を導入したのがウルフWR5であった。WR5はサイドウィングを有しグラウンド・エフェクトを狙ってはいたが、大きな1枚のフロントウイングが装着されていたり（サイドポッドへの空気流入を阻害する）、リアサスペンションのレイアウトがアウトボード形式であったり（気流の抜けを阻害する）など細部は洗練されてはいなかった。ウイングカーとしての設計レベル的にはロータス78よりも劣っていたと言える。またコクピット前にオイルクーラーを配する独特なスタイリングをしており、「空飛ぶ犬小屋（フライング・ドッグハウス）」などと揶揄されたりもした。
第13戦オランダGPから投入されたWR6は基本的なものはWR5と共通だが、ホイールベースを伸ばしたことが大きな特徴である。それまでのWR5はかなりショートホイールベースであった。
第15戦アメリカGPからボビー・レイホールがウルフ・レーシングのNo.2として参加しWR5をドライブした。最終戦カナダGPもWR5で出走の予定だったが、予選中にマシンを壊したため急遽展示用のWR1がレース用に再整備され、決勝でも使用された。
シャーシの名前はWR1からWR9まであるが、このうちWR6はWR5と同一である。1979年用マシンはWR7となる。

## スペック
- タイヤ グッドイヤー

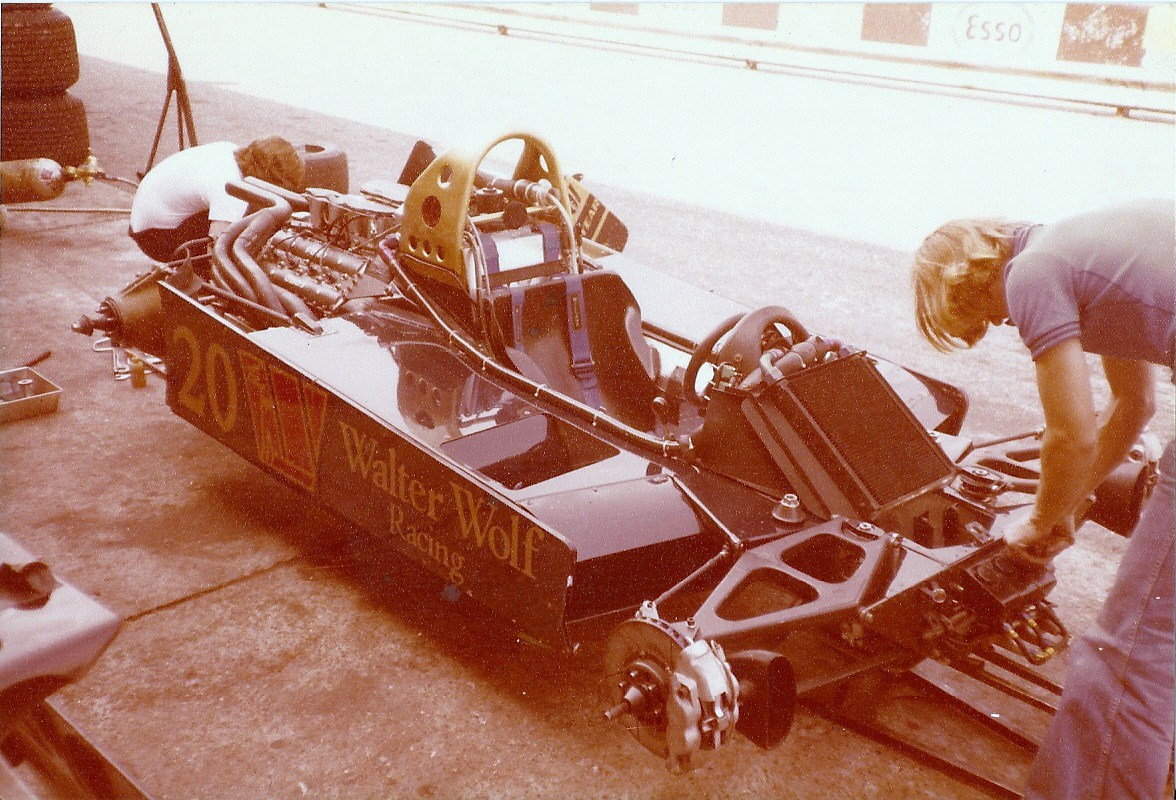
整備中のWR6

- ギヤボックス ヒューランドFG400 5速マニュアル
- エンジン コスワースDFV
- 気筒数・角度 V型8気筒・90度
- スパークプラグ チャンピオン
- 燃料・潤滑油 カストロール、フィナ

## 使用シャーシ

### ウォルター・ウルフ・レーシング
- WR5
  - 1978年第7戦-第12戦,第14戦(再スタートから),第15戦
- WR6
  - 1978年第13戦-第16戦

## 記録
- コンストラクターズランキング5位獲得。
- ドライバーズランキング7位（ジョディー・シェクター）予選最高位2位1回 決勝最高位2位3回
- ドライバーズランキング-位（ボビー・レイホール）予選最高位20位 決勝最高位12位